# Crotalaria linearis
Crotalaria linearis là một loài thực vật có hoa trong họ Đậu. Loài này được (Michx.) Raf. miêu tả khoa học đầu tiên năm 1836.